# Partito Repubblicano (Cile)
Il Partito Repubblicano (in spagnolo Partido Republicano) è un partito politico cileno di ultra-destra populista, fondato nel 2019 da una scissione del partito di destra Unión Demócrata Independiente. Il suo leader e fondatore è José Antonio Kast, legato al movimento evangelico.

## Storia

### Origini
José Antonio Kast, il fondatore del partito, è stato deputato per 16 anni (2002-2018) e membro dell'Unione Democratica Indipendente dal 1996 al 2016 e di cui è stato segretario generale dal 2012 al 2014. Nel 2017 si candidò per la carica di Presidente, come indipendente, arrivando quarto ed ottenendo l'8% dei voti. Allora decise di fondare un movimento politico con il gruppo che l'aveva sostenuto alle elezioni.
Il 3 marzo 2018, Kast tenne il primo meeting sul nuovo movimento. Poco tempo dopo, il 9 aprile, il partito venne presentato alla Omnium Hall a Las Condes, e fu nominato "Acciòn Republicana" (Azione Repubblicana). Il suo simbolo era ispirato a quello del Rassemblement National.

### Fondazione
Il 10 giugno 2019, Kast presentò il suo partito, diretto successore di Azione Repubblicana. Più della metà della direzione è formata da ex membri dell'UDI.

### Elezioni del 2021
Alle elezioni politiche del 21 novembre 2021, a cui partecipa in alleanza col Partito Cristiano Sociale, ha ottenuto l'11,18 % dei voti e 14 seggi alla Camera, mentre alle presidenziali dello stesso giorno il suo leader, Kast, è risultato primo con il 27,91%, andando al ballottaggio del dicembre dello stesso anno. Viene infine eletto presidente il candidato di sinistra Gabriel Boric, ed i repubblicani si schierano all'opposizione del suo governo.

### Elezioni Consiglio Costituzionale 2023
Nelle elezioni del 7 Maggio 2023 per eleggere il Consiglio Costituzionale per modificare la Costituzione cilena del 1980 (risalente al periodo della Dittatura di Pinochet) il Partito Repubblicano ha avuto un vero e proprio exploit elettorale, raccogliendo il 35% dei suffragi e ottenendo dunque 23 delegati su 50 membri del consiglio contro i 17 della coalizione di sinistra al Governo del paese.

## Risultati elettorali
| Elezione | Candidato         | Turno | Voti      | %     | Posizione |
| -------- | ----------------- | ----- | --------- | ----- | --------- |
| 2021     | José Antonio Kast | 1°    | 1.961.779 | 27,91 | 1°        |
| 2021     | José Antonio Kast | 2°    | 3.650.088 | 44,13 | 2°        |

| Elezione | Camera              | %     | Seggi    |
| -------- | ------------------- | ----- | -------- |
| 2021     | Camera dei Deputati | 10,54 | 14 / 155 |
| 2021     | Senato              | 7,22  | 1 / 43   |